# Gesetz über die Bundesanstalt für Immobilienaufgaben
Das Gesetz über die Bundesanstalt für Immobilienaufgaben (BImAG) trifft Regelungen zur Bundesanstalt für Immobilienaufgaben (BImA). Es bestimmt, dass die Anstalt ihren Sitz in Bonn hat und sie eine bundesunmittelbare rechtsfähige Anstalt des öffentlichen Rechts im Geschäftsbereich des Bundesministeriums der Finanzen (BMF) ist. Sie untersteht dessen Rechts- und Fachaufsicht, soweit sie nicht Aufgaben aus dem Geschäftsbereich eines anderen Bundesministeriums erledigt.

## Aufgaben
Zweck der Anstalt ist die eigenverantwortliche Wahrnehmung der ihr vom Bund übertragenen liegenschaftsbezogenen sowie sonstigen Aufgaben. Hierzu gehört insbesondere die Verwaltung von Liegenschaften, die von Dienststellen des Bundes zur Erfüllung ihrer Aufgaben genutzt werden (Dienstliegenschaften). Sie soll eine einheitliche Verwaltung des Liegenschaftsvermögens des Bundes nach kaufmännischen Grundsätzen vornehmen und nicht betriebsnotwendiges Vermögen wirtschaftlich veräußern.

## Personal
Die Mitglieder des Vorstandes werden für die Dauer von bis zu fünf Jahren berufen und vom Bundespräsidenten auf Vorschlag des Bundesministers der Finanzen ernannt. Sie sollen in einem öffentlich-rechtlichen Amtsverhältnis stehen.
Der Bundesanstalt wird das Recht verliehen, Beamte zu haben (Dienstherrenfähigkeit). Die Übernahme von Beamten anderer Dienstherren ist nur mit Zustimmung des BMF zulässig. Neue Beamtenverhältnisse darf die Bundesanstalt nicht begründen. Oberste Dienstbehörde für die Beamten ist der Sprecher des Vorstandes. Auf die Arbeitnehmer und Auszubildenden der Bundesanstalt ist der Tarifvertrag für den öffentlichen Dienst (TVöD) anzuwenden. Angestellte können auch oberhalb der höchsten tarifvertraglichen Vergütungsgruppe in einem außertariflichen Angestelltenverhältnis beschäftigt werden, soweit dies für die Durchführung der Aufgaben erforderlich ist.

## Umfang
Das Gesetz umfasst 19 Paragraphen und ist nicht in Abschnitte gegliedert.

## Änderungen
Das Gesetz wurde zuletzt 2009 geändert, als Verweise infolge der Neufassung des Bundesbeamtengesetzes aktualisiert wurden.